# Operación U-Go
La Ofensiva U-Go, u Operación C (en japonés: ウ号作戦), fue una ofensiva japonesa llevada a cabo en marzo de 1944 en contra de las fuerzas aliadas del Imperio británico en la región del noreste de India de Manipur. Con el valle de Brahmaputra como su objetivo, cruzando por los pueblos de Imphal y Kohima, esta ofensiva, junto con la de Ha Go que la solapó, fue la última ofensiva importante del Imperio de Japón en la Segunda Guerra Mundial. La ofensiva culminó en las batallas de Imphal y Kohima, en donde los japoneses y sus aliados fueron primeramente contenidos y posteriormente repelidos.

## Orígenes del plan japonés
En 1942, el Ejército Imperial Japonés había expulsado a las tropas británicas, indias y chinas de Birmania. Para cuando las fuertes de monsón detuvieron las campañas, las tropas británicas e indias habían ocupado Imphal, la capital del estado de Manipur. Esta ciudad se encuentra en una planicie a lo largo de una de las pocas rutas prácticas a través de las montañas cubiertas de selva que separan a India y Birmania. Se le pidió al comandante japonés en Birmania, el Teniente General Shōjirō Iida, sobre su opinión si se debería retomar una ofensiva hacia India una vez terminen las lluvias. Luego de discutirlo con sus comandantes divisionales, Iida reportó que no sería lo más prudente, debido al difícil terreno y los problemas de suministros.
El año siguiente posterior, los aliados reconstruyeron las líneas de comunicación a Assam, en el noreste de India. El Ejército de Estados Unidos (con una gran cantidad de trabajadores indios) crearon varias bases aéreas en Assam desde las cuales se enviaban suministros al gobierno nacionalista chino de Chiang Kai-shek y a las bases aéreas estadounidenses en China. Esta ruta aérea, la cual pasaba varias cadenas montañosas, era conocida como la joroba. Los estadounidenses también comenzaron a construir el camino Ledo, con el cual pretendían crear un enlace terrestre entre Assam y China.
A mediados de 1944, el comando japonés en Birmania se había reorganizado. El general Iida había sido enviado de regreso a Japón y se había creado un nuevo cuartel, el Ejército de la Región de Birmania, bajo el mando del Teniente General Masakasu Kawabe. Una de sus formaciones subordinadas, responsable de la parte central del frente en dirección de Imphal y Assam, era el Decimoquinto Ejército, cuyo nuevo comandante era el Teniente General Renya Mutaguchi.
Desde el momento en que tomó el mando, Mutaguchi impulsó a la fuerza una invasión de India. En lugar de buscar simplemente una victoria táctica, planeaba explotar la captura de Imphal avanzando al valle del río Brahmaputra, cortando de esa manera las líneas de suministro de los aliados para su frente en el norte de Birmania, y a las pistas de aterrizaje que proveían suministros a los chinos nacionalistas. Los motivos que tuvo para hacer esto parecen ser complejos. A finales de 1942, cuando se le consultó al Teniente General Iida sobre su opinión para continuar el avance japonés, había sido vocal en su posición, ya que el terreno le parecía demasiado difícil y los problemas logísticos parecían ser imposibles de superar. Pensó que en un principio su plan había surgido a nivel local, pero se avergonzó de su advertencia cuando descubrió que el Cuartel General del Ejército Imperial lo había favorecido desde un principio.
Según había sido planeado o por suerte, Mutaguchi había jugado un rol importante en varias victorias importantes japonesas desde el Incidente del Puente de Marco Polo en 1937. Creía que era su destino ganar la batalla decisiva de la guerra para Japón. Mutaguchi también había sido provocado por la primera expedición Chindit lanzada por los británicos bajo el mando de Orde Wingate a principios de 1943. Las tropas de Wingate habían cruzado un terreno que Mutaguchi anteriormente había declarado era impasable por la 18.ª División Japonesa que estaba bajo su mando en ese entonces. Los aliados habían publicado ampliamente los aspectos exitosos de la expedición de Wingate al mismo tiempo que habían ocultado sus bajas debido al agotamiento y las enfermedades, haciendo creer a Mutaguchi y a algunos de sus subordinados que los problemas a los que se enfrentarían no eran tan serios.

### Proceso de planificación
Entre el 24 y el 27 de junio de 1943 se llevó a cabo una conferencia de planificación en Rangún. El Jefe de Gabinete de Mutaguchi, el Mayor General Todai Kunomura, presentó el plan de Mutaguchi, el cual fue descartado bruscamente. El personal del Ejército de la Región de Birmania se opuso a Kunomura proponiendo sus propios planes limitados para hacer avanzar las líneas defensivas japonesas una corta distancia hacia la montañosa frontera con India.
No obstante, el plan de Mutaguchi fue examinado. El Teniente General Eitaro Naka (jefe de Estado del Ejército del Área de Birmania), el Mayor General Masazumi Inada (vicejefe de Estado del Grupo del Ejército Expedicionario del Sur) e incluso el Teniente General Gonpachi Kondo del Cuartel General Imperial resaltaron las debilidades logísticas y tácticas del plan de Mutaguchi. No obstante, el Teniente General Kawabe no prohibió de manera expresa a Mutaguchi a que ejecute sus ideas.
En los posteriores ejercicios del cuartel general del Decimoquinto Ejército en Maymyo y en el cuartel general del Grupo del Ejército Expedicionario del Sur en Singapur, el Teniente General Naka parece que fue convencido por las ideas de Mutaguchi. El Teniente General Inada aún estaba en contra, pero a cambio presentó a Kunomura y al Mayor Iwaichi Fujiwara (uno de los suboficiales de Mutaguchi) la aparentemente frívola idea de atacar la provincia china de Yunnan. No obstante, Inada fue retirado del Ejército Expedicionario del Sur el 11 de octubre de 1943, luego de haber sido convertido en el chivo expiatorio por la inhabilidad de cumplir con un acuerdo de ceder territorios a Tailandia que, bajo Plaek Pibulsonggram, estaba aliada con Japón.
Luego de otro día de planeamiento en Singapur el 23 de diciembre de 1943, el Mariscal de Campo Hisaichi Terauchi (Comandante en Jefe del Ejército Expedicionario del Sur) aprobó el plan. El reemplazo de Inada, el Teniente Genera Kitsuju Ayabe, fue enviado al Cuartel General Imperial para obtener la aprobación. El primer ministro Hideki Tōjō dio la luz verde final luego realizar preguntas a un oficial sobre apsectos del plan.
Una vez que fue tomada la decisión, ni el Teniente General Kawabe ni el Mariscal de Campo Terauchi tenían la oportunidad de cancelar el ataque de Mutaguchi, el cual recibió el nombre clave de U-GO u Operación C (ウ号作戦), ni de ejercer mucho control una vez que fue ejecutado.

### Influencia del Azad Hind
Hasta cierto punto, Mutaguchi y Tojo se vieron influenciados por Subhas Chandra Bose, quien lideraba al Azad Hind, un movimiento que estaba dedicado a la liberación de India del dominio británico. Bose también era el comandante en jefe de las fuerzas armadas del movimiento, el Azad Hind Fauj o Ejército Nacional de India (ENI). El INA estaba compuesto por ex prisioneros de guerra del Ejército Indio Británico que habían sido capturados por los japoneses luego de la caída de Singapur, e indios expatriados en el sudeste asiático que habían decidido unirse al movimiento nacionalista.
Bose deseaba que el ENI participara en cualquier invasión de la India, y persuadió a varios japoneses que una victoria como la que Mutaguchi anticipaba llevara al colapso del dominio británico en India. La idea de que su frontera occidental sea controlada por un gobierno más amigable era algo atractivo para los japoneses. También era consistente con la idea de que la expansión de Japón en Asia era parte de un esfuerzo de apoyar gobierno asiáticos de Asia y contrarrestar el colonialismo occidental.

## Planes japoneses
Los Aliados se estaban preparando para tomar la ofensiva por su propia cuenta a principios de 1944. El Cuerpo XV de India estaba avanzando en la provincia costera de Arakan, mientras que el IV Cuerpo británico había empujado a dos divisiones de infantería india casi hasta el río Chindwin en Tamu y Tiddim. Estas dos divisiones estaban ampliamente separadas y vulnerables a quedar aisladas.
Los japoneses planeaban que una división del Vigesimoctavo Ejército lanzara un ataque de distracción en Arakan con el nombre código de Ha Go en la primera semana de febrero. Esto atraería las reservas aliadas desde Assam, y también crearían la impresión de que los japoneses intentarían atacar Bengal a través de Chittagong.
In the centre, Mutaguchi's Fifteenth Army would launch the main attack into Manipur in the first week in March, aiming to capture Imphal and Kohima, scattering British forces and forestalling any offensive movements against Burma. In detail, the Fifteenth Army plans were:
- The Japanese 33rd Infantry Division under Lieutenant-General Motoso Yanagida would destroy the 17th Indian Infantry Division at Tiddim, then attack Imphal from the south.
- Yamamoto Force, formed from units detached from the Japanese 33rd and 15th Divisions under Major-General Tsunoru Yamamoto (commander of 33rd Division's Infantry Group), supported by tanks and heavy artillery, would destroy the 20th Indian Infantry Division at Tamu, then attack Imphal from the east.
- The Japanese 15th Infantry Division under Lieutenant-General Masafumi Yamauchi would envelop Imphal from the north.
- In a separate subsidiary operation, the Japanese 31st Infantry Division under Lieutenant-General Kōtoku Satō would isolate Imphal by capturing Kohima, then push onwards to capture the vital Allied supply base at Dimapur in the Brahmaputra valley.

A la insistencia de Bose, dos brigadas del Ejército Nacional de India también fueron asignados a los ataques sobre Imphal desde el sur y el este. Inicialmente, los japoneses pretendían utilizar al ENI solo para tareas de reconocimiento y propaganda.
El mando del Ejército del Área de Birmania originalmente pensaba que este plan era demasiado riesgoso. Creían que no era prudente separar tanto a las fuerzas atacantes, pero varios oficiales que fueron muy claros en su oposición fueron transferidos. Los comandantes divisionales de Mutaguchi también se mostraron pesimistas. Pensaron que Mutaguchi estaba apostando demasiado en una victoria temprana para resolver sus problemas de suministros.

## Planes aliados
A principios de 1944, las formaciones aliadas en Assam y Arakan eran parte del 14.º Ejército Británico, comandado por el Teniente General William Slim. En el paso del año anterior, debido al fracaso de una anterior ofensiva en el Arakan, él y su predecesor, el general George Giffard, habían estado luchado para mejorar la salud, el entrenamiento y la moral de las fuerzas británicas e indias del ejército. A través de mejoras en las líneas de comunicación, mejor administración de las áreas de retaguardia y, por sobre todo, un mejor suministro de raciones frescas y medicinas, estos esfuerzos fueron exitosos. Los aliados habían desarrollado métodos para contrarrestar las tácticas japonesas estándares de flanqueamiento y formaciones aisladas. En particular, comenzaron a depender más y más de aeronaves para suministrar a las unidades que estaban separadas. Los japoneses no habían anticipado esto, y sus ataques fueron frustrados en varias ocasiones.
Slim y el Teniente General Geoffrey Scoons (comandante del IV Cuerpo Indio) habían descubierto de varias fuentes de inteligencia las intenciones generales de los japoneses de lanzar una ofensiva, aunque no contaban con información específica sobre los objetivos japoneses y fueron sorprendidos en varias ocasiones cuando los japoneses lanzaron sus ataques. En lugar de anticiparse a los japoneses atacando cruzando el río Chindwin o tratando de defender la línea misma del río, Slim intentó explotar la debilidad logística de los japoneses al replegarse a Imphal para luchar una batalla defensiva en la cual los japoneses no iban a poder hacer llegar suministros a sus tropas.

## Ha Go
El ataque japonés sobre Arakan para crear una distracción comenzó el 5 de febrero. Una fuerza de la 55.ª División Japonesa se infiltró en las líneas del XV Cuerpo Indio rebasando así un cuartel divisional indio y aislando las divisiones de avanzada del Cuerpo. Cuando trataron de presionar sus ataques sobre un áreas fortificada de manera provisional conocida como el "Admin Box" (en español, Cajón Administrativo), descubrieron que aviones aliados habían entregado suministros a la guarnición, mientras que los japoneses habían quedado separados de sus fuerzas de provisión y estaban pasando hambre. Tanques británicos e indios rompieron líneas a través de un paso entre colinas para relevar a los defensores del Cajón. Las fuerzas japonesas que se encontraban con problemas de suministros y estaban pasando hambre se vieron obligadas a replegarse.

## U Go

### Imphal
La ofensiva principal de U Go comenzó el 6 de marzo de 1944. Slim y Scoones habían dado órdenes de retirada a sus posiciones de avanzada demasiado tarde. La 20.ª División de Infantería India logró replegarse a tiempo, pero la 17.ª División India quedó separada y se vio obligada a luchar para poder regresar a las planicies de Imphal. Scoons se vio obligado a utilizar casi todas sus reservas para ayudar a la 17.ª División. Gracias a que la ofensiva de distracción en el Arakan ya había fracasado, los aliados lograron aerotransportar a una división (incluyendo su artillería y transporte de línea de combate) desde el frente de Arakan a Imphal, justo a tiempo para evitar que la 15.ª División Japonesa rebase Imphal desde el norte.
Durante el mes de abril, todos los ataques japoneses contra los extremos de la planicie de Imphal fueron repelidos. En mayo, el IV Cuerpo comenzó una contraofensiva, avanzando hacia el norte para conectarse con una fuerza de relevo que estaba luchando hacia el sur desde Kohima. Aunque el progreso aliado fue lento, la 15.ª División Japonesa se vio obligada a replegarse por falta de suministros, y los aliados reabrieron el camino Kohima-Imphal el 22 de junio, terminando así el asedio (pese a que los japoneses continuaron atacando desde el sur y el este de Imphal).

### Kohima
La Batalla de Kohima tuvo lugar en dos fases. Entre el 3 y el 16 de abril de 1944, la 31.ª División Japonesa intentó capturar la cadena montañosa de Kohima, una cadena que dominaba el camino entre Dimapur e Imphal y del cual el IV Cuerpo en Imphal dependía para sus suministros. El 16 de abril, la pequeña fuerza británica en Kohima fue relevada, y entre el 18 de abril y el 16 de mayo el recientemente llegado XXXIII Cuerpo Indio contraatacó para sacar a los japoneses de las posiciones que habían capturado. A esas alturas, con los japoneses pasando hambre, el Teniente General Kotoku Sato ordenó el repliegue de su división. Aunque un destacamento continuó luchando en la retaguardia para bloquear el camino, el XXXIII Cuerpo se dirigió hacia el sur para conectarse con los defensores de Imphal el 22 de junio.

### Retirada
Mutaguchi continuó ordenando nuevos ataques, pero para finales de junio quedó claro que las formaciones japonesas, sufriendo de hambre y enfermedades, no estaban en condiciones de acatar estas órdenes. Cuando se dio cuenta de que ninguna de sus formaciones estaban obedeciendo las órdenes de renovar los asaltos, Mutaguchi finalmente ordenó que la ofensiva llegue a su fin el 3 de julio. Los japoneses, en muchos casos reducidos a simples turbas, se replegaron a Chindwin, abandonando su artillería, transportes y a los soldados que estaban demasiado enfermos como para caminar.

## Impacto
Hasta ese momento, las derrotas en Kohima e Imphal habían sido las más fuertes a las que se había enfrentado Japón en toda su historia. Las fuerzas británicas e indias habían sufrido aproximadamente 16.987 bajas, entre muertos, heridos y desaparecidos. Por su parte, los japoneses sufrieron 60.643 bajas, incluyendo a 13.376 muertos. La mayoría de estas bajas se debieron al hambre, las enfermedades y el cansancio extremo.
La derrota resultó en un cambio generalizado en el mando del Ejército Japonés en Birmania. Mutaguchi relevó a todos sus comandantes de división durante la operación, antes de que el mismo sea relevado del mando el 30 de agosto. Kawabe, quien se encontraba mal de salud, también fue reemplazado. Muchos de los oficiales más veteranos en el cuartel del Decimoquinto Ejército y el Ejército del Área de Birmania también fueron transferidos a mandos divisionales y regimentales.

## Más información
- Latimer, Jon (2004). Burma: The Forgotten War. London: John Murray. ISBN 0-7195-6576-6.
- Slim, W. (1961). Defeat Into Victory. New York, David McKay. ISBN 1-56849-077-1.